# Батай, Габриэль
Габриэль Батай (фр. Gabriel Bataille; ок. 1575, Бри, Иль-де-Франс — 17 декабря 1630, Париж) — французский композитор, музыкант-лютнист и поэт раннего барокко.
С 1617 года до своей смерти был музыкантом при дворе королевы Анны Австрийской. С 1619 года служил лютнистом при королевском дворе.
Между 1608 и 1615 годами выпустил 6 сборников полифонических придворных арий ведущих композиторов в собственной аранжировке для голоса и лютни.
Вместе с А. Боэссе сочинял музыку для французских королей и давал концерты для них. Автор музыкальных сочинений: для придворного балета, песен и псалмов, в которых следовал правилам «размеренного пения», установленным Ж. Баифом.

## Избранные музыкальные сочинения

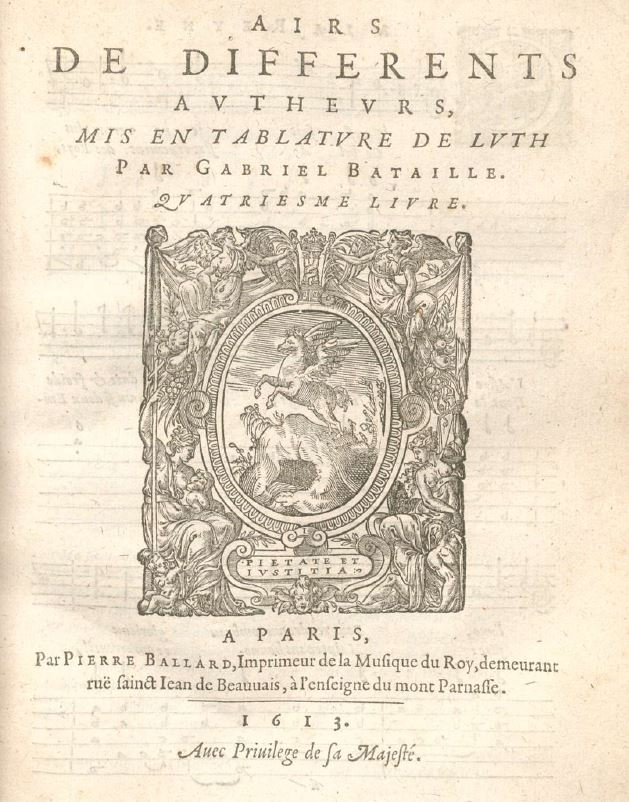
Титульный лист книги Габриэля Батая «IVe livre d’airs mis en tabulature de luth» (1613)

- Airs de différents auteurs mis au luth par G. Bataille, Ier livre , RISM 1608 (10), Guillo 2003 n ° 1608-A.
- Airs de différents auteurs mis au luth par G. Bataille, Ier livre, rééd., RISM 1612 (7), Guillo 2003 n ° 1612-A.
- Airs de différents auteurs mis au luth par G. Bataille, IIe livre , RISM 1609 (13), Guillo 2003 n ° 1609-A.
- Airs de différents auteurs mis au luth par G. Bataille IIe livre, ред., RISM 1614 (8), Guillo 2003 n ° 1614-A.
- Airs de différents auteurs mis au luth par G. Bataille IIIe livre , RISM 1611 (10), Guillo 2003 n ° 1611-A.
- Airs de différents auteurs mis au luth Par G. Bataille IIIe livre, réd., RISM 1614 (9), Guillo 2003 n ° 1614-B.
- Airs de différents auteurs mis au luth par G. Bataille, Ie livre , RISM 1613 (9), Guillo 2003 n ° 1613-A.
- Airs de différents auteurs mis au luth par G. Bataille, Ve livre , RISM 1614 (10), Guillo 2003 n ° 1614-C.
- Airs de différents auteurs mis au luth par G. Bataille VIe livre , RISM 1615 (11), Guillo 2003 n ° 1615-A
- 16 композиций для квартета, 1613
- 34 композиций для одного голоса, изданные в 1615—1626 годах
- 43 композиции для голоса и лютни, изданные в 1608—1615 годах